# Jacek Malczewski
Jacek Malczewski (n. 15 iulie 1854, Radom, Polonia – d. 8 octombrie 1929, Cracovia, Polonia) a fost unul dintre cei mai venerați pictori polonezi, asociat cu mișcarea artistică „Tânăra Polonie”, care a urmat împărțirii Poloniei. El este considerat părintele simbolismului polonez. A făcut parte din Grupul de la München și a fost membru fondator al Societății artiștilor polonezi Sztuka.
În creațiile sale Malczewski a combinat stilul predominant al vremurilor sale, cu motive istorice ale martiriului polonez, idealurile romantice ale independenței, tradițiile creștine și grecești, mitologia populară, precum și dragostea sa pentru mediul natural.
Malczewski s-a născut în Radom, parte a Poloniei Congresului, controlată de către Imperiul Rus. În copilărie și primii ani ai adolescenței a fost foarte mult influențat de tatăl său Julian, un patriot polonez și activist social care l-a introdus în lumea  literaturii romantice inspirată de Revolta din Noiembrie. De asemenea, dragostea față de frumusețea peisajului polonez și a folclorului au fost trezite în el de unchiul său, Feliks Karczewski unchiul său, care îl invita și pe viitorul romancier Adolf Dygasiński la moșia sa, pentru lărgirea viziunii tânărului Jacek.

## Cariera artistică

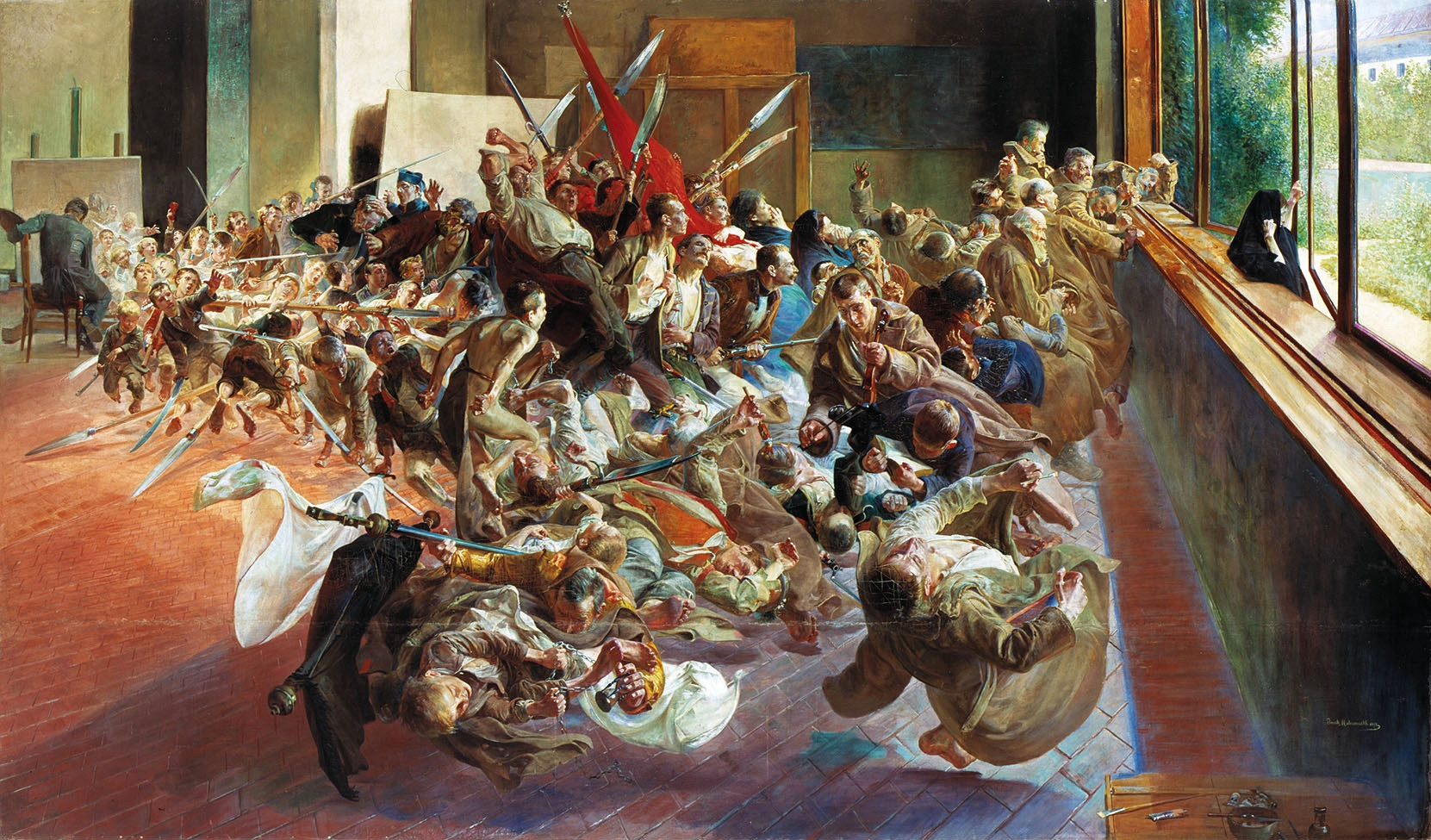
Melancolia (1894), Muzeul Naţional Poznań

Malczewski s-a mutat la Cracovia, la vârsta de 17 ani, și-a început educația în artă în anul 1872, sub ochiul atent al lui Leon Piccard. A urmat primele cursuri de arta în atelierul lui Władysław Łuszczkiewicz la Academia de Arte Frumoase Jan Matejko. Un an mai târziu, în 1873, a fost evaluat de Jan Matejko însuși, Malczewski s-a înscris oficial la școală, și a studiat cu Łuszczkiewicz, Feliks Szynalewski și desenul cu Florian Cynk. În 1876 a plecat la Paris, Franța, și a studiat timp de un an la École des Beaux-Arts, în studioul de Henri Lehmann. El a urmat, de asemenea,  Academia Suisse .
Malczewski și-a început studiile de masterat cu Jan Matejko deja în anul 1875, înainte de a începe o excursie în Franța, și le-a finalizat în 1879, după întoarcerea din străinătate în Polonia împărțită de Rusia, Prusia și Austria. În ciuda diferențelor considerabile estetice dintre ei, Malczewski a fost foarte mult influențat de pictura istorică a lui Matejko plină cu metaforă neoromantică și teme patriotice. El a fost la fel de impresionat de arta dramatică al pictorului romantic  polonez Artur Grottger.
Pictura lui se învârte în jurul câtorva motive atent selectate, în mod constant repovestite și extinse în mitologie umplută cu simboluri naționale. Imaginația sa trezită i-a permis lui Malczewski să-și elibereze puterea creatoare și să dea naștere unor noi idei estetice definitorii ale școlii de simbolism din Polonia.

## Inspirația
Pe parcursul a 30 de ani, între 1885 și 1916, Malczewski a vizitat în mod regulat capitalele Paris, München și Viena. El a făcut mai multe călătorii în Italia, Grecia și Turcia, luând  de asemenea parte la expedițiile arheologice organizate de către prietenul său Karol Lanckoroński, documentând concluziile lor științifice cu studiile sale detaliate. El s-a inspirat dintr-o mare varietate de surse, de multe ori exotice sau chiar biblice, dar neglijent traduse înapoi în folclorul și tradiția polonez, și motivele din propria sa pictură. Dintre tablouri sale cele mai cunoscute se numără "Błędne koło" (Cercul nebun, 1895-1897), "Melancolia" (1890-1894), "Natchnienie malarza" (Muza pictorului, 1897), "Wizja" (O viziune, 1912), seria Thanatos, precum și Bajki (basme), și multe altele.
Multe dintre picturile sale sunt autoportrete în costume elaborate, o marcă a stilului său, afișând un mare simț al umorului.
În perioadele 1897-1900 și 1912-1921 Malczewski a lucrat ca profesor al Academiei de Arte Frumoase din Cracovia. A fost ales rector al Academiei în 1912.
Arta sa a fost comparată cu cea a francezului Gustave Moreau, a elvețianului Arnold Böcklin, și chiar a spaniolului Salvador Dali. Picturile sale au primit onoruri la expoziții internaționale, inclusiv la Berlin în 1891, München în 1892, și la Paris în 1900.
Malczewski a fost căsătorit cu Maria născută Garlewska și au avut un fiu, Rafał Malczewski născut în 1892, care de asemenea, a ajuns un pictor și care a vândut toate lucrările tatălui său, aflate în posesia Muzeului Național din Varșovia, înainte de al Doilea Război Mondial și s-a stabilit în Montreal mai târziu.
Se crede că obiectul a numeroaselor studii de nud în picturile lui Malczewski, Maria Bal (Balowa) născută Brunicka, a fost, de asemenea, iubita sa de mult timp.
Spre sfârșitul vieții sale și-a pierdut acuitatea vizuală și a murit la Cracovia, la 8 octombrie 1929. El a fost înmormântat la Skalka, Pantheonul Național din Polonia.

## Lucrări selectate
|                   |
| Hamletul Poloniei |

|                             |
| Cristos și Bunul Samaritean |

|                 |
| Tobias și Parce |

|                       |
| Ispitirea lui Fortuna |

|                             |
| Błędne koło (Cercul Vicios) |

|                            |
| Cină de Crăciun în Siberia |

|                               |
| Patria. Portretul Mariei Ball |

|          |
| Thanatos |